# Pseudodisparomitus australiensis
Pseudodisparomitus australiensis is een insect uit de familie van de vlinderhaften (Ascalaphidae), die tot de orde netvleugeligen (Neuroptera) behoort. 
Pseudodisparomitus australiensis is voor het eerst wetenschappelijk beschreven door New in 1984.